# Lewis Holtby
Lewis Holtby (Erkelenz, Renania del Norte-Westfalia, 18 de septiembre de 1990) es un futbolista alemán que juega como centrocampista en el NAC Breda de la Eredivisie.
Es hijo del inglés Chris Holtby y la alemana Heidi Holtby. Tiene tanto la nacionalidad alemana como la británica. Su hermano menor Joshua Holtby también es futbolista. 

## Trayectoria

### Temprana carrera
Holtby comenzó su carrera a los cuatro años con el Sparta Gerderath. Cuando tenía once años se trasladó al Borussia Mönchengladbach. El Mönchengladbach finalmente echó al jugador porque consideraban que las deficiencias físicas que incluyen ser demasiado pequeño y demasiado lento no son buenas para la Bundesliga. Después de dejar el Borussia Mönchengladbach, Holtby fichó por el Alemannia Aquisgrán.

### Aquisgrán
Holtby fue promovido a la plantilla Alemannia Aquisgrán dirigida por el entrenador Jörg Schmadtke. Hizo su primera aparición en la temporada 2008-09, cuando fue sustituido en el minuto 80 por Mirko Casper en el empate 2-2 contra el FC St. Pauli. Para el resto de la temporada, solo hizo una aparición más, en una derrota 1-3 en la última jornada contra el TuS Koblenz.
Marcó su primer gol con el Alemannia Aquisgrán el 5 de diciembre de 2008 contra  1860 Múnich. El 15 de febrero, logró su primer doblete en la victoria por 6-2 contra el Núremberg FC.

### Schalke
Lewis Holtby firmó un contrato de cuatro años con el Schalke 04. Apareció en el primer partido de la temporada, pero no pudo conseguir un lugar en el 11 inicial.
Tanto el Schalke y Holtby decidió que necesitaba más experiencia de juego. Después de 6 meses con el Schalke se trasladó a VFL Bochum en calidad de préstamo.
Marcó su primer gol en la Bundesliga el 13 de marzo de 2010 contra el Borussia Dortmund, pero no pudo evitar el descenso a Bochum de la segunda Bundesliga. Debido al descenso, el contrato de Holtby expiró, y se trasladó a Maguncia 05 por un año a préstamo. La temporada, sobre todo el primer tiempo, se convirtió en su avance final en el fútbol de alto nivel. Él anotó 2 goles en su debut en la Copa de Alemania. Anotó 4 y asistidos muchos goles en toda la temporada y ayudó a Mainz quinta colocación en la Bundesliga.       
Al comienzo de la temporada 2011/2012, Holtby volvió a Schalke 04. Se puso un punto en el 11 inicial e hizo su debut internacional en un partido de Europa League contra Bucarest.
Holtby jugó 27 partidos y marcó 6 goles. No obstante, decidió no extender su contrato con el Schalke después de la temporada, ya que quería cumplir su sueño de jugar en la liga Premier Inglés. En enero de 2013 se trasladó a Tottenham Hotspur.

## Selección nacional
Heiko Herrlich, entrenador del equipo alemán sub-18, llamó a Holtby en 2007. Él jugó en dos ocasiones.
Holtby jugó en la selección alemana sub-19. Hizo su debut en septiembre de 2008 y, en total, participó en doce ocasiones. Anotó su primer gol internacional para el equipo sub-19 el 11 de octubre de 2008 contra Lituania en una victoria 5:0.
Holtby afirmó que quiere representar la selección absoluta de Alemania y no jugar con Inglaterra.
En septiembre de 2009 el seleccionador sub-21 de Alemania, Horst Hrubesch, anunció a Holtby como parte del equipo que jugaría la Copa Mundial Sub-20 en Egipto. Anotó dos goles en el torneo, uno de ellos fue contra Brasil en los cuartos de final.

## Vida personal
El padre de Holtby, Chris Holtby, es un antiguo soldado inglés proveniente de Liverpool que estuvo en la Rheindahlen MAR, base en Mönchengladbach; la madre de Holtby es alemana. Lewis, al igual que su padre es un fan de Everton, y ha dicho que sería un sueño hecho realidad poder jugar con ellos: «Mi padre nació en Inglaterra y era un fanático del Everton desde los cinco años. ¡De inmediato me infectó con el virus del Everton! Desde entonces he sido un fan del Everton y siempre he seguido sus partidos».

## Clubes
| Club                     | País         | Año       |
| ------------------------ | ------------ | --------- |
| Alemannia Aquisgrán      | Alemania     | 2008-2009 |
| F. C. Schalke 04         | Alemania     | 2009-2013 |
| VfL Bochum (cedido)      | Alemania     | 2010      |
| 1. FSV Mainz 05 (cedido) | Alemania     | 2010-2011 |
| Tottenham Hotspur F. C.  | Inglaterra   | 2013-2015 |
| Fulham F. C. (cedido)    | Inglaterra   | 2014      |
| Hamburgo S. V. (cedido)  | Alemania     | 2014-2015 |
| Hamburgo S. V.           | Alemania     | 2015-2019 |
| Blackburn Rovers F. C.   | Inglaterra   | 2019-2021 |
| Holstein Kiel            | Alemania     | 2021-2025 |
| NAC Breda                | Países Bajos | 2025-     |